# Festung Schlüsselburg

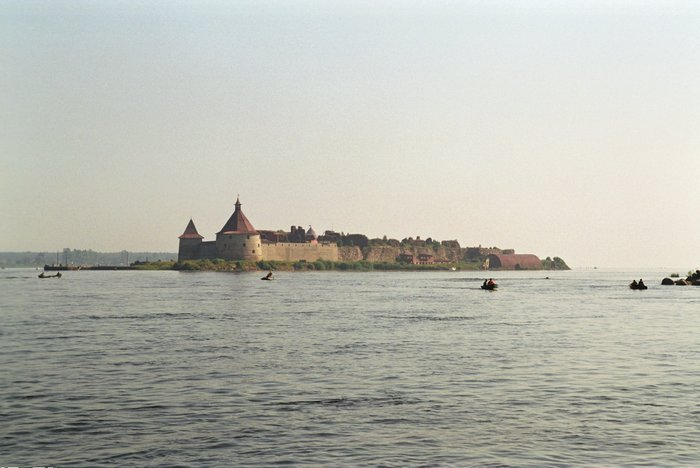
Festung Schlüsselburg

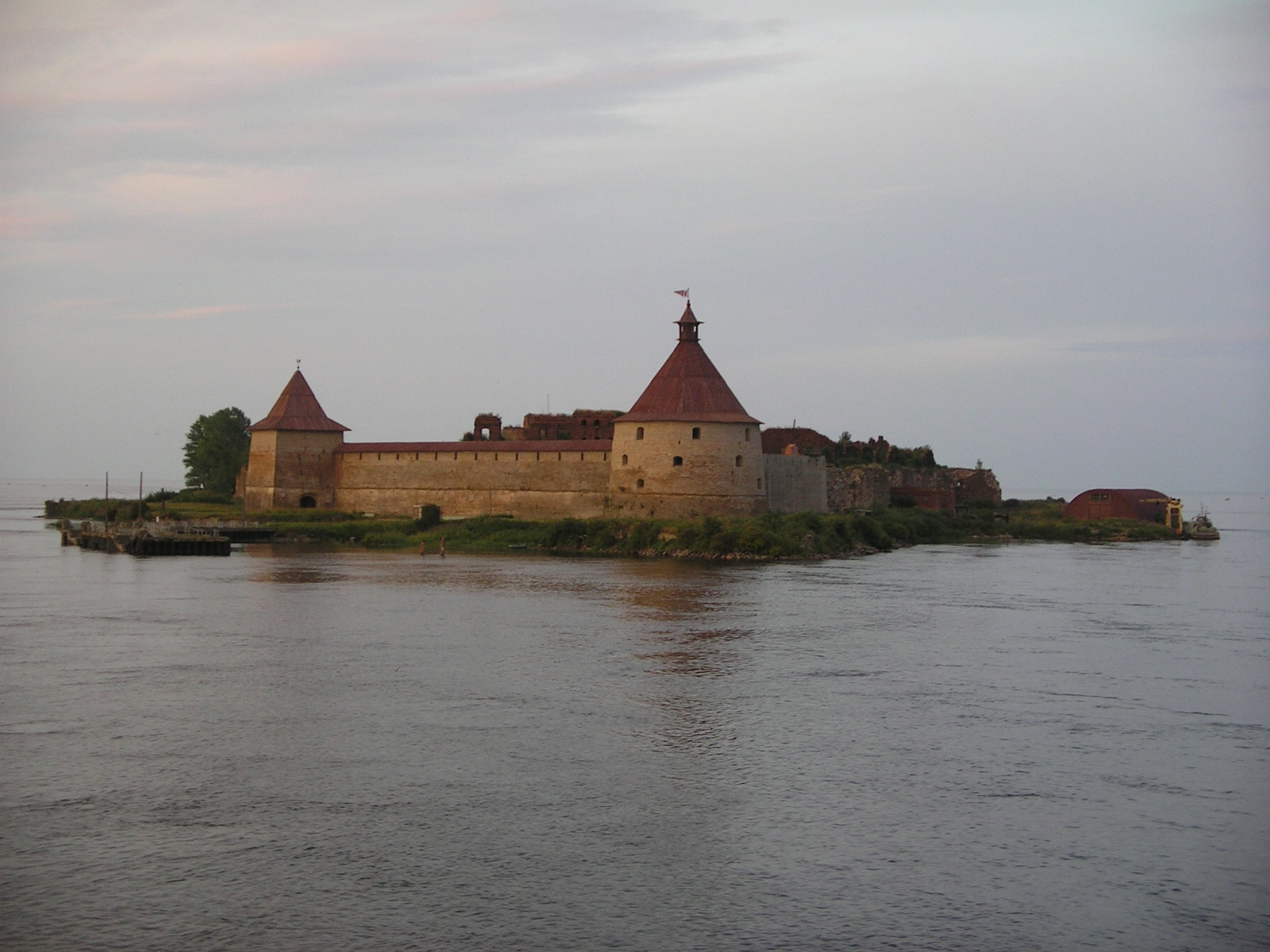
Ansicht der Festung

Die Festung Schlüsselburg (historisch Festung Nöteborg) liegt am linken Ufer der Newa am Ladogasee auf einer Flussinsel vor der gleichnamigen Stadt Schlüsselburg 35 Kilometer östlich von Sankt Petersburg.
Die Festung Schlüsselburg wurde 1990 von der UNESCO in die Liste des Weltkultur- und Naturerbes der Menschheit aufgenommen.

## Geschichte

### Mittelalter
Die Festung wurde laut der russischen Geschichtsschreibung im 14. Jahrhundert von Juri I. Daniilowitsch angelegt, der Großfürst von Moskau und gleichzeitig Fürst von Nowgorod war. Nach dem russischen Wort für die auf der Insel wachsenden Haseln (nach einer anderen Version nach der Form der Insel, einer weiteren nach im Sinne von harte Nuss) nannte er sie Orechowez (Ореховец), die Festung Oreschek (Орешек). Nach der schwedischen Version wurde die Insel erstmals 1299 vom Schweden Torgils Knutsson befestigt. Auch der schwedische Name hat etwas mit Nuss zu tun: nöt heißt auf Schwedisch Nuss, borg bedeutet Burg.
1323 wurden in der Festung Verhandlungen um den russisch-schwedischen Grenzverlauf in Karelien geführt, der Abschluss wird in der deutschsprachigen Geschichtsschreibung meist als Vertrag von Nöteborg oder Frieden von Schlüsselburg benannt. Die Festung selbst verblieb bei Nowgorod bzw. wurde später Teil des Zarentums Russland. 1352 wurde sie mit steinernen Mauern sowie zudem in den folgenden Jahrhunderten mit mehreren Türmen verstärkt.

### Großer Nordischer Krieg

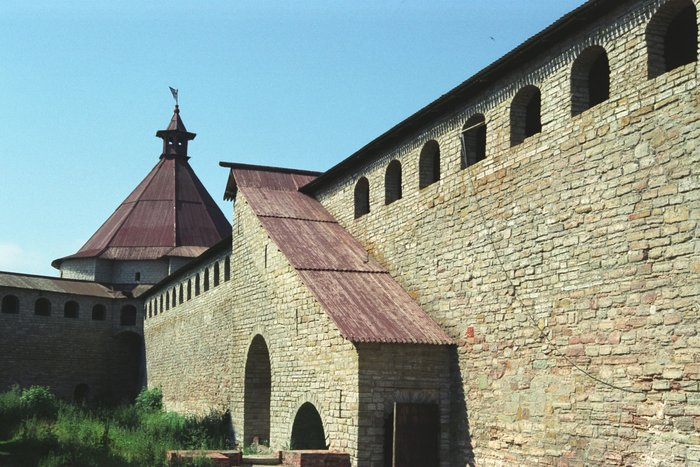
Im Inneren

Im Mai 1612 fiel die Festung nach neunmonatiger Belagerung im Ingermanländischen Krieg an Schweden. 1656 wurde die Festung von den Russen unter Pjotr Potjomkin erobert, fünf Jahre später im Frieden von Kardis allerdings wieder an Schweden zurückgegeben. Während des Großen Nordischen Krieges konnten russische Truppen die Festung im Jahr 1702 nach einer vorangegangenen Belagerung und folgenden Sturmangriffen für Russland endgültig zurückerobern. Peter I. gab der Festung daraufhin den deutschen Namen „Schlüsselburg“, wohl weil er sie als „Schlüssel“ zur Eroberung eines Ostseezugangs ansah.
Mit dem Sieg Russlands im Nordischen Krieg und der Gründung Sankt Petersburgs verlor die Festung Schlüsselburg an strategischer Bedeutung und wurde in der Folge vornehmlich als politisches Gefängnis genutzt. Berühmtester Gefangener war Zar Iwan VI., der nach seiner Absetzung im Jahr 1741 von 1756 bis zu seiner Ermordung 1764 in der Festung gefangen gehalten wurde. Auch Uschurma Sheikh Mansur, ein maßgeblicher militärischer und religiöser Führer des Widerstandes der nordkaukasischen Bergvölker gegen die russische Eroberung, wurde nach seiner 1791 erfolgten Gefangennahme in Schlüsselburg inhaftiert, wo er 1794 starb.

### Neuzeit

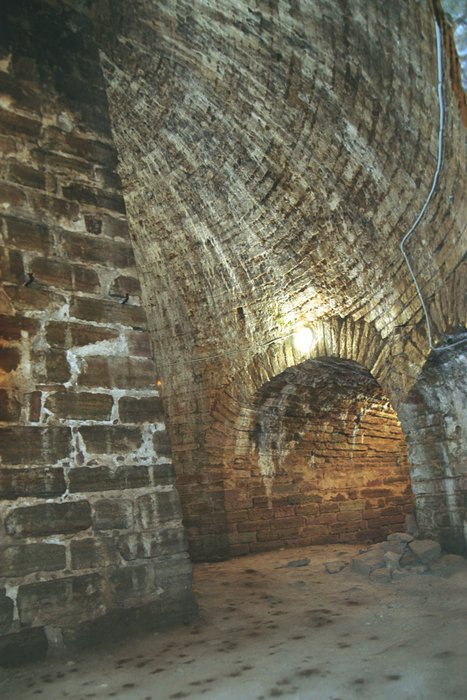
Ein Verlies in der Festung

Der deutschbaltische Dissident Timotheus Eberhard von Bock wurde nach seiner 1818 formulierten Kritik am Kaiser Alexander I. in der Schlüsselburg bis 1827 inhaftiert.
1887 wurden in der Festung vier Narodowolzen, darunter der ältere Bruder W. I. Lenins, Alexander Uljanow, wegen der Vorbereitung eines Attentats auf Alexander III. gehenkt. Auch die Revolutionärin Wera Nikolajewna Figner war hier 20 Jahre lang inhaftiert.
Nach der Oktoberrevolution wurden die Gefängnisbauten niedergebrannt. Von 1928 bis 1940 befand sich in der Festung ein Revolutionsmuseum. Die Festung Schlüsselburg auf der Insel Orechowy („Nussinsel“) wurde von den Deutschen im Zweiten Weltkrieg durch Artilleriebeschuss stark zerstört, allerdings nie eingenommen.